# Vendegies Cross Roads British Cemetery
Vendegies Cross Roads British Cemetery is een Britse militaire begraafplaats met gesneuvelden uit de Eerste Wereldoorlog, gelegen in het Franse dorp Vendegies-sur-Écaillon in het Noorderdepartement. De begraafplaats werd ontworpen door William Cowlishaw en ligt 700 meter ten zuidoosten van het dorpscentrum (Église Saint-Saulve) langs de weg naar Bermerain. Deze kleine begraafplaats ligt op een verhoogde berm aan een kruispunt van twee wegen en wordt aan twee zijden begrensd door een bakstenen muur. Een trap met zeven treden leidt naar de open toegang. Het Cross of Sacrifice staat centraal opgesteld. Het terrein heeft een oppervlakte van 418 m² en wordt onderhouden door de Commonwealth War Graves Commission.
Er liggen 48 Britten begraven.

## Geschiedenis
De begraafplaats werd in november 1918 door het XVII Corps aangelegd. Onder de slachtoffers zijn er 35 manschappen van het Suffolk Regiment die sneuvelden op 24 oktober 1918. Voor 1 slachtoffer (soldaat Andrew Blair) werd een Special Memorial opgericht omdat hij als krijgsgevangene oorspronkelijk op de begraafplaats van Haspres begraven was maar waar zijn graf later niet meer teruggevonden werd.

## Onderscheiden militairen
- Arthur Wright, soldaat bij het 11th Bn. Suffolk Reg. werd onderscheiden met de Distinguished Conduct Medal (DCM).
- Lancelot Smith, sergeant bij het 11th Bn. Suffolk Reg. ontving de Military Medal (MM).